# Cephaloziella starkei
Cephaloziella starkei là một loài rêu tản trong họ Cephaloziellaceae. Loài này được (Funck ex Nees) Schiffner miêu tả khoa học lần đầu tiên năm 1900.